# 斎藤修 (千葉大学)
斎藤 修（さいとう おさむ、1951年3月15日 - ）は、日本の経済学者。埼玉県八潮市生まれ。千葉大学名誉教授。専攻はフードシステム学・農業経済学。

## 略歴
1974年千葉大学園芸学部を卒業し、1981年東京大学大学院農学系研究科博士課程（農業経済学専攻）単位取得、同年に広島大学助手（生物生産学部）、1988年助教授、1992年広島大学教授（生物生産学部）を経て、1997年10月から千葉大学大学院園芸学研究科教授（園芸学部、翌年3月まで広島大学と兼任教授）、2016年3月定年、千葉大学名誉教授。農学博士（東京大学・1983年）。2017年から昭和女子大学客員教授。

## 学会・社会活動等
日本フードシステム学会会長（2008-2016年、4期8年）、日本農業経済学会副会長（2010-2012年）、中国フードシステム研究会顧問（2014年-）。
学会賞：日本農業経済学会賞（1987年）、日本農業経済学会学術賞（2000年）、日本フードシステム学会学術賞（2008年）、日本フードシステム学会功績賞（2018年）。
農林水産省食料・農業・農村審議会専門委員（2000-2005年）、同食品産業部会臨時委員（2007-2010年）、農林水産省独立行政法人評価委員農業技術部会長（2011-2014年）、内閣府総合科学技術・イノベーション会議評価専門調査会専門委員（2014-2016年）、農林水産省国立研究開発法人審議会会長（2015年-）、NPO有機農業生産者団体中央会（JAS有機認証団体）理事長（2004年-）。

## 著書

### 単著
- 「フードシステムの革新とバリューチェーン」（農林統計出版、2017年）

- 「地域再生とフードシステム―6次産業、直売所、チェーン構築による革新」（農林統計出版、2012年）
- 「農商工連携の戦略―連携の深化によるフードシステムの革新」（農山漁村文化協会、2011年）
- 「食料産業クラスターと地域ブランド―食農連携と新しいフードビジネス」（農山漁村文化協会、2007年）
- 「食品産業と農業の提携条件―フードシステム論の新方向」（農林統計協会、2001年）
- 「フードシステムの革新と企業行動」（農林統計協会、1999年）
- 「産地間競争とマーケティング論」（日本経済評論社、1986年）

### 編著
- 「フードバリューチェーンの国際的展開」斎藤修編著（農林統計出版、2020年）

- 「医福食農の連携とフードシステムの革新」日本フードシステム学会監修 斎藤修・高城孝助編著（農林統計出版、2018年）

- 「日本フードシステム学会の活動と展望（フードシステム学叢書第5巻）」斎藤修監修 斎藤修編著（農林統計出版、2016年）

- 「フードチェーンと地域再生（フードシステム学叢書第4巻）」斎藤修監修 斎藤修・佐藤和憲編著（農林統計出版、2014年）
- 「JAのフードシステム戦略－販売事業の革新とチェーン構築」斎藤修・松岡公明編著（農山漁村文化協会、2013年）
- 「十勝型フードシステムの構築」日本フードシステム学会監修 斎藤修・金山紀久編著（農林統計出版、2013年）
- 「東アジアフードシステム圏の成立条件」日本フードシステム学会監修 斎藤修・下渡敏治・中嶋康博編著（農林統計出版、2012年）
- 「地域ブランドづくりと地域のブランド化－ブランド理論による地域再生戦略」岸本喜樹郎・斎藤修編著（農林統計出版、2011年）
- 「地域ブランドの戦略と管理」斎藤修編著（農山漁村文化協会、2008年）
- 「青果物フードシステムの革新を考える」（フードシステム研究シリーズ６）斎藤修編著（農林統計協会、2005年）
- 「食品系統研究」（中国語）斎藤修・安玉発編著（中国農業出版社、2005年）
- 「農業資材産業の展開」（戦後日本の食料・農業・農村　第７巻）、斎藤修・高倉直編著（農林統計協会、2004年）
- 「小麦粉製品のフードシステム」斎藤修・木島実編著（農林統計協会、2003年）
- 「青果物流通システム論のニューウェーブ」斎藤修・慶野征〓編著（農林統計協会、2003年）
- 「農と食とフードシステム」稲本志郎・大西緝・斎藤修・安村硯之編著（農林統計協会、2002年）
- 「フードシステム学の理論と体系（フードシステム学全集第1巻）」高橋正郎監修 高橋正郎・斎藤修編著（農林統計協会、2002年）
- 「フードシステムの構造変化と農漁業（フードシステム学全集第6巻）」高橋正郎監修 土井時久・斎藤修編著（農林統計協会、2001年）
- 「新食糧法下における米の加工・流通問題（フードシステム研究シリーズ４）」斎藤修編著（農林統計協会、1999年）」

### 監修
- 「フードシステム革新のニューウェーブ」佐藤和憲編著（日本経済評論社、2016年）
- 「現代の食生活と消費行動（フードシステム学叢書第1巻）」茂野隆一、武見ゆかり編著（農林統計出版、2016年）
- 「食の安全・信頼の構築と経済システム（フードシステム学叢書第2巻）」中嶋康博・新山陽子編著（農林統計出版、2016年）
- 「グローバル化と食品企業行動（フードシステム学叢書第3巻）」下渡敏治・小林弘明編著（農林統計出版、2014年）
- 「フードチェーンと地域再生（フードシステム学叢書第4巻）」斎藤修・佐藤和憲編著（農林統計出版、2014年）*編著と重複
- 「フードシステム学会の活動と成果（フードシステム学叢書第5巻）」斎藤修編著（農林統計出版、2016年）*編著と重複